# Harlekins Omvendelse
Harlekins Omvendelse is een toneelstuk uit 1899 van Ove Rode (1867-1933).  Het is een gemaskerde komedie op rijm in vijf aktes. Het stuk ging op 21 september 1900 in première in Århus. Het toneelstuk dat later uitvoeringen kreeg in Kopenhagen en Oslo kreeg wisselende recensies. Aangezien Rode later Minister van Binnenlandse Zaken (1913-1920) werd, verdween het stuk uit zicht. Harlekins Omvendelse is Deens voor Berouw van Harlekijn.
Het toneelstuk vroeg kennelijk om muziek, want de eerste uitvoering werd begeleid door muziek van de Deense componist C.F.E. Horneman.
Vanaf 4 juni 1901 kreeg het het toneelstuk vijf uitvoeringen in Oslo met Hans Wiers-Jenssen in een van de hoofdrollen. Ter begeleiding werd muziek uitgekozen door Johan Halvorsen en hij kwam met stukken van Daniel Auber, Johann Strauss jr., Louis Ganne en Jules Massenet. In aanvulling daarop kwam Halvorsen met een aantal kleine werkjes van hemzelf, die niet verder kwamen dan de manuscriptvorm. Halvorsen schreef het voor viool, cello en trompet. De regie werd gevoerd door een andere schrijver Bjørnstjerne Bjørnson.